# Щати в САЩ
Щат на Съединените американски щати е една от 50 съставни политически единици, която споделя суверенитета си с федералното правителство. Поради това американците са граждани както на САЩ като цяло, така и на федералната република на щата, в който имат постоянно жителство. Понятията за щатско гражданство и жителство са гъвкави и не се изисква разрешение за придвижване между щатите, с изключение на хора, на които е наложена съдебна възбрана (например осъдени, условно освободени предсрочно или деца на разведени родители със споделени родителски права).
Щатите варират по население от малко под 600 хил. (Уайоминг) до над 38 милиона души (Калифорния), а по размер от 3140 km2 (Род Айлънд) до 1 717 860 km2 (Аляска). Четири щата използват в официалното си название вместо щат понятието общност (на английски: commonwealth) като синоним на република. Това са Кентъки, Масачузетс, Пенсилвания, и Вирджиния. Всички те са били част от Тринадесетте колонии и са свързани силно с английското обичайно право.
Всеки щат е разделен на административни единици, наречени окръзи, означавани на  английски най-често с понятието county (буквално “графство”). Само в Луизиана и Аляска те се наричат съответно parishes (буквално “енории”) и боро (boroughs). В много случаи градовете са консолидирани със съответния окръг в една юрисдикция. Управлението на всеки щат се извършва според индивидуална за всеки щат конституция, всяка от които се основава на републиканските принципи и утвърждава принципа на разделение на властите – изпълнителна (губернатор, който е едновременно държавен и правителствен глава), законодателна (двукамарно щатско законодателно събрание) и съдебна.
Отношенията между щатите и федерацията са уредени от американската конституция и конституциите на всеки щат, като отделните щати разполагат с редица права. Конституциите на щатите изброяват функциите, отстъпени на федералното правителство, и запазват за щатите всички останали – правосъдие, обществено образование, обществено здравеопазване, регулирането на вътрешнощатската търговия и щатския транспорт и инфраструктура. Всички тези сектори получават и федерално финансиране и са обект на регулация и на федерално ниво. С времето във федералната конституция са въведени поправки и общата тенденция е към централизация и увеличаване на ролята на федералното правителство.
Щатите и техните жители са представени в Конгреса на САЩ, който е двукамарен и се състои от Сенат и Камара на представителите. Всеки щат е представен от двама сенатори и от поне един народен представител, като допълнителният брой народни представители се определя пропорционално на населението според данните от последното преброяване на населението. Освен това всеки щат има право да избере съответен брой електори за Избирателната колегия, която избира президента на САЩ. Броят на електорите е равен на общия брой сенатори и народни представители от този щат.
Конституцията дава на Конгреса правото да приема нови щати в Съюза. От основаването на САЩ през 1776 г. броят на щатите нараства от първоначалните тринадесет до съвременните петдесет. Най-скоро са се присъединили Аляска и Хаваите – през 1959 г.
Конституцията мълчи по въпроса дали даден щат има право да се отдели от Съюза. Скоро след Гражданската война Върховният съд на САЩ в делото Texas v. White постановява, че един щат не може да се отдели едностранно.

## Списък на щатите в САЩ
В административно отношение САЩ се разделят на петдесет щата, един федерален окръг (Вашингтон) и няколко други територии.

| - AL Алабама – Монтгомъри - AK Аляска – Джуно - AZ Аризона – Финикс - AR Арканзас – Литъл Рок - CA Калифорния – Сакраменто - CO Колорадо – Денвър - CT Кънектикът – Хартфорд - DE Делауеър – Доувър - FL Флорида – Талахаси - GA Джорджия – Атланта - HI Хаваи – Хонолулу - ID Айдахо – Бойзи - IL Илинойс – Спрингфилд - IN Индиана – Индианаполис - IA Айова – Де Мойн - KS Канзас – Топика - KY Кентъки – Франкфорт | - LA Луизиана – Батън Руж - ME Мейн – Огъста - MD Мериленд – Анаполис - MA Масачузетс – Бостън - MI Мичиган – Лансинг - MN Минесота – Сейнт Пол - MS Мисисипи – Джаксън - MO Мисури – Джеферсън Сити - MT Монтана – Хелена - NE Небраска – Линкълн - NV Невада – Карсън Сити - NH Ню Хампшър – Конкорд - NJ Ню Джърси – Трентън - NM Ню Мексико – Санта Фе - NY Ню Йорк – Олбани - NC Северна Каролина – Рали - ND Северна Дакота – Бисмарк | - OH Охайо – Колумбус - OK Оклахома – Оклахома Сити - OR Орегон – Салем - PA Пенсилвания – Харисбърг - RI Роуд Айлънд – Провидънс - SC Южна Каролина – Колумбия - SD Южна Дакота – Пиер - TN Тенеси – Нашвил - TX Тексас – Остин - UT Юта – Солт Лейк Сити - VT Върмонт – Монпелие - VA Вирджиния – Ричмънд - WA Вашингтон – Олимпия - WV Западна Вирджиния – Чарлстън - WI Уисконсин – Медисън - WY Уайоминг – Шейен |

### Списъци

#### География
- Списък на щатите в САЩ по площ
- Списък с географски данни на щатите в САЩ

#### Градове
- Списък на най-големите градове в САЩ
- Списък на столиците на щатите в САЩ
- Списък на градовете в САЩ по население

#### История
- Списък на щатите по присъединяването им към САЩ

#### Култура
- Списък на прякорите на американските щати
- Списък на химните на щатите в САЩ
- Списък на щатските девизи

#### Население
- Списък на щатите в САЩ по население
- Списък на щатите в САЩ по тотален коефициент на плодовитост
- Списък на щатите в САЩ по брой българи - 2000 година
- Списък на градовете в САЩ по население

#### Щати
- Списък на прякорите на американските щати
- Списък на столиците на щатите в САЩ
- Списък на химните на щатите в САЩ
- Списък на щатите в САЩ по население
- Списък на щатите в САЩ по площ
- Списък на щатите по присъединяването им към САЩ
- Списък на щатските девизи
- Списък с географски данни на щатите в САЩ
- Списък с пощенските кодове на щатите в САЩ
- Списък на щатите в САЩ по брой българи - 2000 година